# ルーラーデン

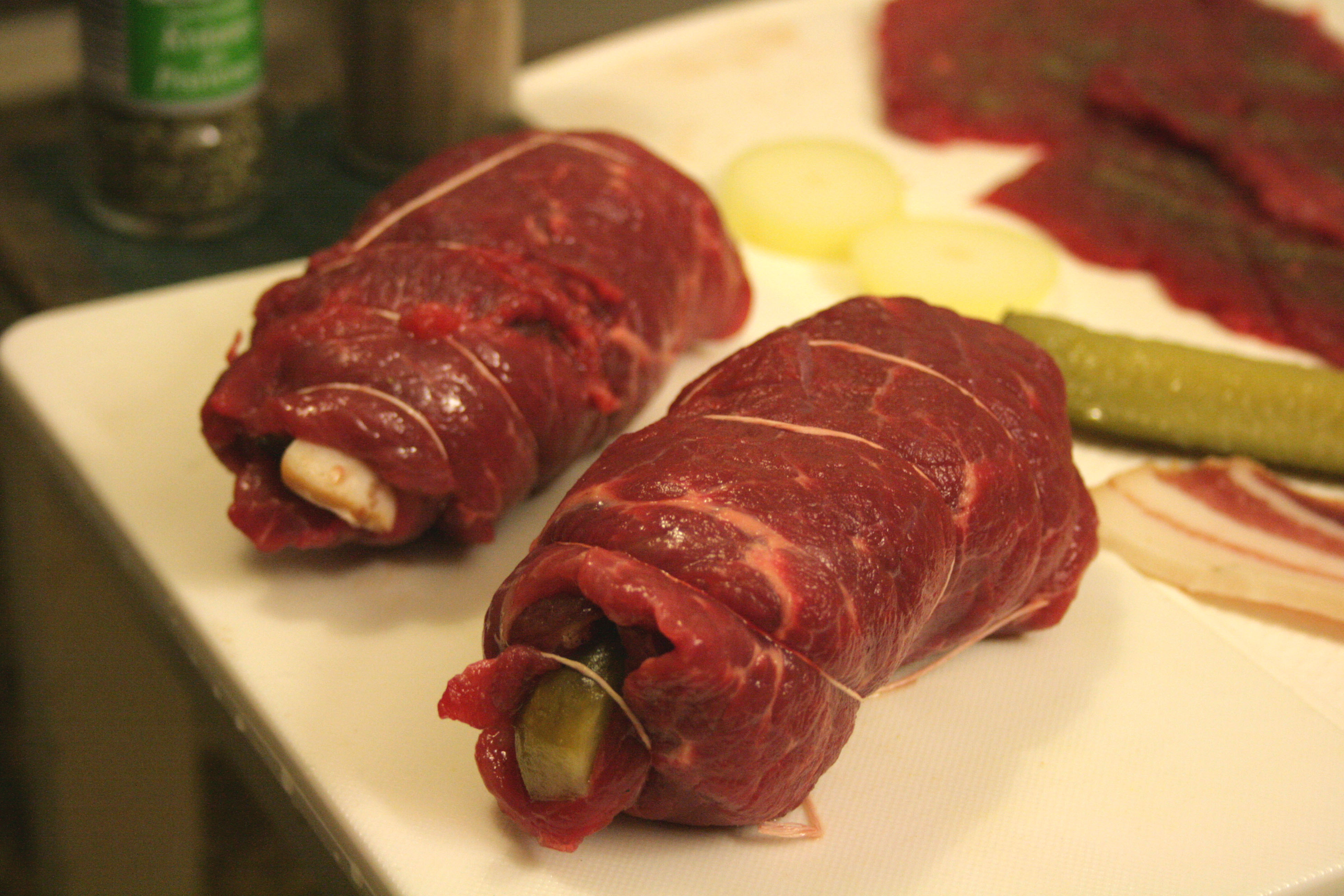
焼く前のルーラーデン

ルーラーデン(RouladenまたはRinderrouladen)は、ドイツの肉料理である。ベーコン、タマネギ、マスタード、ピクルスを薄くスライスした牛肉または子牛肉で巻いて焼いたものである。ルーラーデンは複数形で、単数形はルーラーデ(Roulade)である。
通常牛肉または子牛肉が用いられるが、元々は豚肉が使われていたと考える食品学者もおり、実際ある地域では豚肉が使われることが多い。今日知られる牛肉のルーラーデンは過去一世紀ほどから人気になってきた。安い内腿肉（トップサイド）か外腿肉（シルバーサイド）の肉が用いられることが多いが、高価なものはランプステーキ肉が用いられることもある。肉は、大きく薄くスライスする。
フィリングは、燻製した豚バラ肉、刻んだタマネギとピクルス（ガーキン）が用いられるが、挽肉やソーセージが入れられることもある。具材は、地域ごとに異なる。通常は夕食として食べられ、グレイビーソースにはしばしば赤ワインが用いられる。

## 食べ方
ルーラーデンには、ジャガイモのダンプリングかマッシュポテト、赤キャベツの酢漬けが添えられることが多い。また、ローストした冬野菜が付けあわされることもある。グレイビーソースは皿の周りと肉の上にかけられる。グレイビーソースをよく吸収するシュペッツレが皿に添えられる。